# Церковь Святого Перегрина (Ватикан)
Церковь (ораторий) Святого Перегрина (итал. Chiesa di San Pellegrino) — католическая церковь в Ватикане. Построенная при папе Льве III в каролингском стиле, церковь в дальнейшем несколько раз перестраивалась. С XVII века служила ораторием папских швейцарских гвардейцев, а с 1977 года служит ораторием папской жандармерии.

## История
Церковь Святого Перегрина в Риме сооружена в годы понтификата Льва III. Первоначально церковь, входившая в большой комплекс христианских культовых сооружений вокруг базилики Святого Петра, носила название «церковь Св. Перегрина в Навмахии» (итал. San Pellegrino in Naumachia), поскольку была построена на месте водного стадиона Навмахия, где во времена Римской империи разыгрывались морские сражения. Церковь, ныне стоящая на улице Виа деи Пеллегрино, располагалась рядом с постоялым двором для паломников (пилигримов), что, возможно, объясняет выбор её небесного покровителя, чьё имя носит то же значение. Уже в 800 году, согласно существующей легенде, император Карл Великий в честь своей коронации преподнёс этой церкви в дар мощи самого́ святого Перегрина, бывшего первым епископом Осера и принявшего мученическую смерть в IV веке. Сам Лев III также сделал церкви Св. Перегрина дар — серебряную лампаду.
Папа Лев IV передал церковь Св. Перегрина под юрисдикцию близлежащего монастыря Сан-Стефано-Маджоре. Впоследствии она продолжала служить паломникам, пока не перешла в собственность Святого Престола. В 1657 году папа Александр VII сделал её часовней (ораторием) для солдат папской швейцарской гвардии. С этого времени церковь служила не только молитвенным домом, но и местом захоронения гвардейцев, о чём свидетельствуют многочисленные надгробия в её крипте. В этот период церковь Св. Перегрина считалась также официальной национальной церковью швейцарцев в Риме, и в ней похоронены несколько поколений представителей швейцарского рода Пфифферов фон Альтисхоффенов. После подписания Латеранских соглашений и образования суверенного государства Ватикан церковь также служила папской жандармерии, чьи казармы располагались неподалёку. В 1977 году церковь Св. Перегрина была закреплена за корпусом жандармов, а за швейцарцами сохранили церковь Св. Мартина в соседнем квартале.

## Современное состояние
Церковь Св. Перегрина, вторая по древности из сохранившихся церквей Ватикана, — простое в архитектурном плане культовое сооружение с единственным нефом и апсидой. Несмотря на многочисленные перестройки, церковь Св. Перегрина частично сохраняет черты изначальной архитектуры Каролингского Возрождения. Верхние ярусы стен нефа и апсиды до настоящего времени представляют собой типичный образец каролингской кирпичной кладки; нижние ярусы сложены из массивных блоков, прежде бывших частью зданий имперской эпохи, и южная стена нефа опирается на фундамент такого здания.
В апсиде церкви сохранились фрески XIV века, изображающие Христа-Вседержителя в окружении святых Петра, Павла и ещё двух апостолов. Фигура Христа, составляющая часть этих фресок, относится к ещё более раннему периоду и датируется IX веком, что, возможно, означает, что композиция фрески сохранилась со времени постройки церкви. Сидящий на троне Христос изображён в характерной каролингской манере, с большими выразительными глазами, волосами, разделёнными пробором посередине, и кудрявой бородой. Над алтарём церкви размещается фреска первой половины XV века, изображающая Мадонну с младенцем Христом под балдахином, который поддерживают ангелы. Фреска принадлежит кисти мастера из Центральной Италии. Интерес представляет также изображение небесного покровителя церкви над её главным входом, выполненное из майолики. Святой Перегрин изображён держащим книгу со своим девизом — Nulla mihi patria nisi Christus, nec nomen aliud quam Christianus («Нет у меня иного дома, кроме Христа, и иного имени, кроме как Христианин»). Поскольку церковь служит служебным ораторием ватиканских жандармов и пожарных, в ней размещены изображения архангела Михаила, небесного покровителя жандармерии, и святой Варвары, покровительствующей пожарным.